# Inlay (Zahnmedizin)

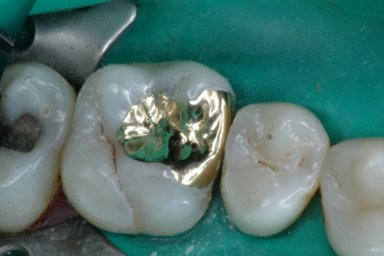
Zweiflächiges mesial-okklusales (mo) Goldinlay nach der Tucker-Technik

Ein Inlay (englisch für Einlagefüllung) ist eine in einem zahntechnischen Labor hergestellte Zahnfüllung, die in den Zahn eingesetzt wird, in der Regel um Kariesfolgen zu behandeln und den dadurch entstandenen Zahndefekt zu rekonstruieren. Ein Inlay ist ein passgenaues Werkstück, das in den Zahn eingeklebt wird, im Gegensatz zu plastischem Füllungsmaterial, das in weicher Konsistenz mittels Formhilfen in den Zahn eingebracht wird und anschließend aushärtet. Ein Inlay kann aus verschiedenen Materialien, wie Gold, Keramik, galvanische Keramik (Kombination aus Gold und Keramik), Kunststoff und neuerdings Titan hergestellt werden.

## Goldinlay

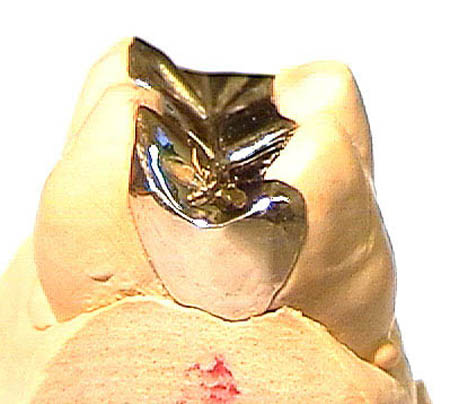
Inlay auf einem Molaren – Gipsmodell (gesägter Stumpf), Flächen: mod (dreiflächig)

Die zahnärztliche Versorgung mittels eines Goldinlays stellt sowohl hohe Anforderungen an den Zahnarzt, da gewissermaßen freihändig eine Form im Zahn mittels Diamantschleifern erzeugt werden muss, die keine unter sich gehenden Stellen aufweist und gleichzeitig eine ausreichende Retention sicherstellt, als auch an den Zahntechniker, der den Herstellungsprozess genau einhalten muss. Zweiflächige und dreiflächige Inlays können auch als Brückenanker Verwendung finden. Dadurch wird die Zahnsubstanz der Pfeilerzähne im Vergleich zu einer Vollkrone wesentlich geschont. Die Perfektion von Goldinlays wird nur noch durch Goldhämmerfüllungen (Blattgoldfüllungen) übertroffen.

### Zahngoldlegierung
Reines Gold ist zu weich, um daraus beständige Goldinlays herstellen zu können. Zur Verbesserung der Eigenschaften wird deshalb eine Legierung verwendet, die sowohl die Haltbarkeit, als auch die notwendigen Verarbeitungseigenschaften gewährleistet. Gold (Au) werden Palladium (Pd), Platin (Pt), Silber (Ag), Zink (Zn) und in geringen Mengen Zinn (Sn), Iridium (Ir), Rhenium (Re) und Indium (In) zugesetzt. Je nach Anwendungsbereich können dadurch Goldlegierungen mit unterschiedlichen Härtegraden verarbeitet werden. Für Goldinlays werden weiche bis mittelharte Goldlegierungen verwendet. Auf Kupfer als Legierungsbestandteil wird seit den 1970er Jahren verzichtet, da die Kupferbestandteile oxidieren und sich damit dunkel verfärben können. Die Legierungsbestandteile beeinflussen auch die Goldfarbe, ob sie gelblicher oder rötlicher aussieht.

#### Legierungsbestandteile von weichen, kupferfreien Zahngoldlegierungen
- Au 78–96 %
- Pd 0–4 %
- Pt 0–10 %
- Ag 0–18 %
- Ir, Sn, Zn < 1 %

#### Legierungsbestandteile von mittelharten, kupferfreien Zahngoldlegierungen
- Au 78–92 %
- Pd 0–3 %
- Pt 3–14 %
- Ag 1–10 %
- Zn 0–3 %
- Ir, Sn, Re, In < 1 %

Feingold hat 24 Karat. Zahngoldlegierungen sind demgegenüber 20- bis 22-karätige Legierungen. Die Kosten eines Gramms einer Zahngoldlegierung sind trotzdem höher als die eines Gramms Feingold, da einerseits die Mehrkosten der Legierungsentwicklung und -herstellung einfließen und andererseits Zahngold in 1-Gramm-Plättchen gestanzt, punziert und vertrieben wird.

### Zahnärztliche Präparation
Zunächst wird die Karies – ggf. unter Lokalanästhesie (örtlicher Betäubung) – vollständig aus der Kavität entfernt. Anschließend wird der Zahn für die Aufnahme eines Inlays in Form präpariert (geschliffen). Es soll dabei ein „Kasten“ entstehen, deshalb nennt man diese Form der Zahnpräparation Kastenpräparation. Der Kasten besteht aus leicht konisch präparierten Zahnwänden (Konuswinkel ca. 6°), die eine Retentionsform bewirken sollen. Der Problembereich bei der Herstellung ist die sogenannte Präparationsgrenze, der Bereich, der den präparierten Teil vom unpräparierten trennt. Bei Goldinlays ist durch spezielle Präparationen, u. a. ein Federrand, oder das Schnitzen scharfer Kanten und Winkel (Tuckertechnik, siehe Abbildung), sowie die dadurch gegebene Möglichkeit des Finierens ein genauer Randschluss möglich, der die Dichtigkeit des Inlays gewährleistet. Im Anschluss wird ein Abdruck des Zahnes genommen, der zur Modellherstellung dient.

### Zahntechnische Herstellung

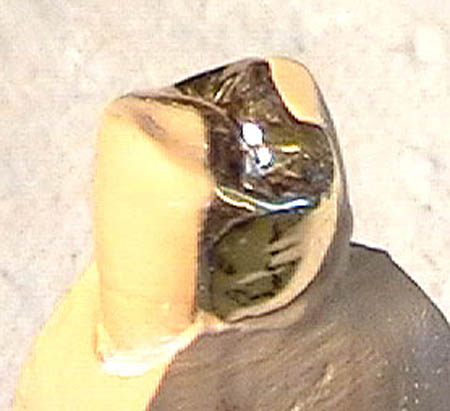
Inlay auf einem Prämolaren (Sägemodell), inkagoldgelbe Goldlegierung

Auf diesem Modell wird das Inlay zunächst aus Wachs modelliert. Das Wachsinlay wird dann in eine Gussform eingebettet und ausgeschmolzen. In den so entstandenen Hohlraum wird die flüssige Goldlegierung eingebracht. Der Rohling wird anschließend ausgearbeitet und poliert.
Die Herstellung eines Inlays stellt an den Zahntechniker hohe Anforderungen, denn die zahlreichen einzelnen Arbeitsschritte sind allesamt fehlerbehaftet. Die Kunst besteht darin, dass sich alle auftretenden „Fehler“ am Ende des Fertigungsprozesses gegenseitig aufheben und dadurch die Passgenauigkeit des fertigen Inlays gewährleistet ist. Stellvertretend für die Fertigungsprobleme sei folgendes Beispiel erwähnt: Der Abbindeprozess des Gipses zur Einbettung des Wachsinlays muss zu einem größeren Hohlraum führen, als die Größe des endgültigen Inlays, da die Goldlegierung nach dem Gießvorgang beim Erkalten schrumpft. Andernfalls wäre es am Ende zu klein.

### Zahnärztliches Einsetzen
Goldinlays werden mit Befestigungszementen oder -kunststoffen im Zahn befestigt. Der Zahnarzt kontrolliert und korrigiert den richtigen Zusammenbiss der Zähne (Okklusion), prüft die Kontaktpunkte zu den Nachbarzähnen, damit keine Speisen zwischen die Zähne eingebissen werden können und finiert die Ränder an den Zahnschmelz, um eine größtmögliche Dichtigkeit zu erreichen.

### Bewertung
Unter allen zurzeit zur Verfügung stehenden Materialien ist der klassische Inlay-Werkstoff Gold, der in Form einer Goldlegierung verarbeitet wird, bisher unerreicht bezüglich seiner Langlebigkeit und Mundbeständigkeit. Allerdings kann bei zu großer Ausdehnung der Inlaypräparation ein Zahnhöcker wegbrechen, da konventionell zementierte Goldinlays im Unterschied zu eingeklebten Keramik-Inlays nicht die natürliche Zahnsubstanz stabilisieren (innere Schienung).
Die Haltbarkeit eines präzise angefertigten Goldinlays ist grundsätzlich unbegrenzt, soweit nicht an einer anderen Stelle des Zahnes Karies entsteht oder ein Stück vom Zahn abbricht.

## Keramikinlay

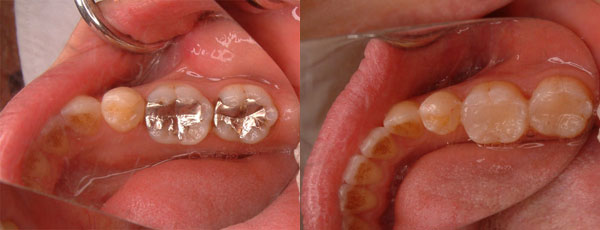
Im linken Bild Amalgamfüllungen, im rechten Bild Keramikinlays, jeweils im Unterkiefer rechts

Keramikinlays bestehen aus einer bruchfesten Keramik, die unterschiedlich angefertigt werden können. Der Vorteil gegenüber einem Goldinlay ist insbesondere die Farbe, da das Keramikinlay der Zahnfarbe des Zahnes angepasst werden kann. Ferner erzeugen der dentinadhäsive Verbund zwischen Dentin und Keramik und die mechanisch-retentive Bindung zwischen Zahnschmelz und Keramik eine Stabilisierung geschwächter (zu dünner) Zahnwände (Kavitätenwände).

### Zahnärztliches Vorgehen

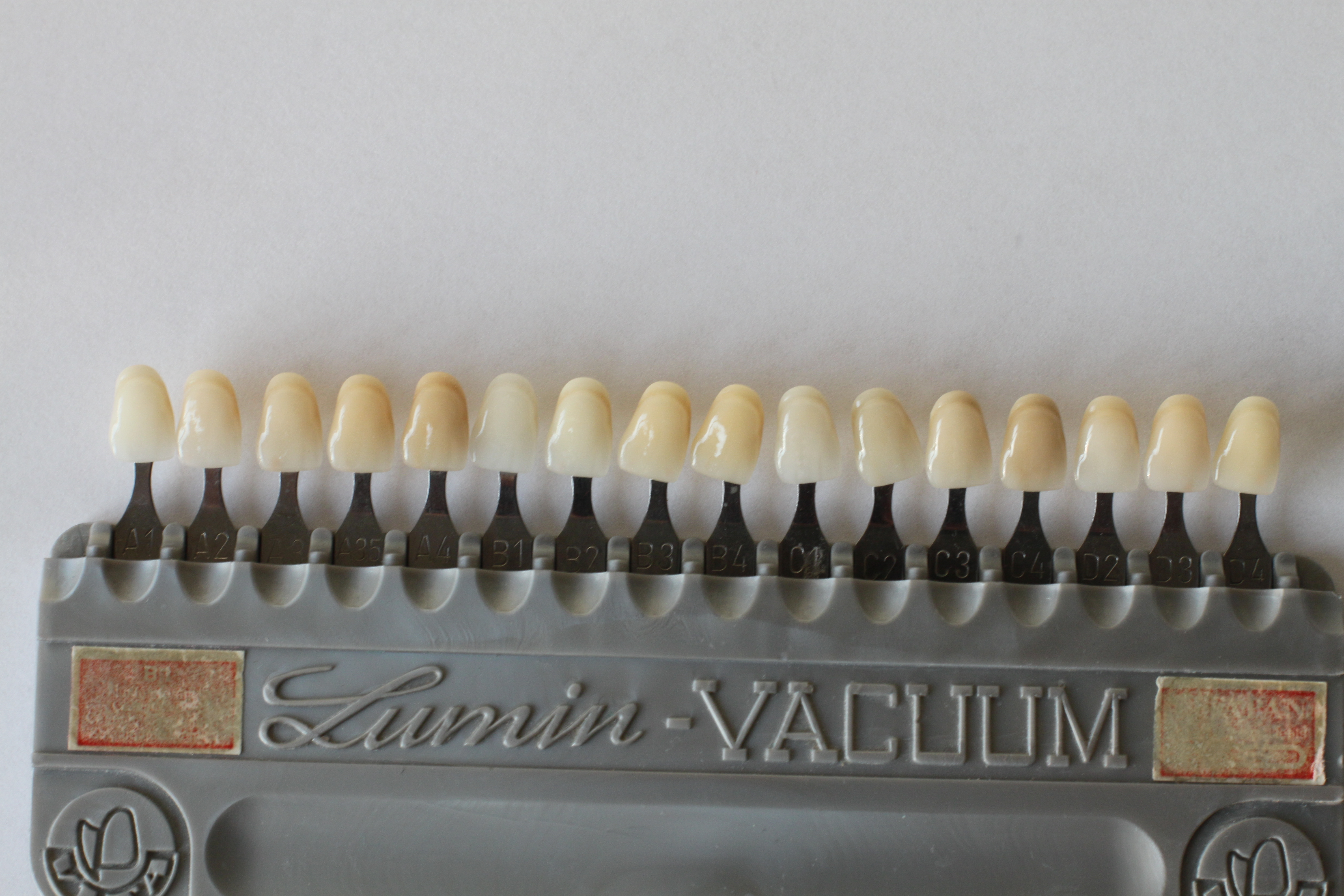
Farbskala zur Auswahl einer normierten Zahnfarbe

Die Entfernung kariöser Substanz und die Präparation der Zahnkavität unterscheiden sich zunächst nicht von der Präparation für ein Goldinlay. Jedoch sind einige Besonderheiten zu beachten. Dünn auslaufende Ränder, wie sie beim Goldinlay in Form eines sog. Federrands erwünscht sind, sind zu vermeiden. Es sind Ecken und Kanten zu vermeiden, d. h. die Präparationsform unterscheidet sich vom Goldinlay durch Rundungen am Kavitätenboden. Die Stärke für das Keramikinlay sollte ebenso wie diejenige der verbleibenden Zahnhartsubstanz mindestens 2 mm betragen. Der Präparationswinkel soll etwas konischer verlaufen, als beim Goldinlay (6° bis 10°). Alle erwähnten Maßnahmen sollen die Bruchgefahr minimieren. Die Zahnfarbenbestimmung erfolgt mittels einer Farbskala. Mischfarben sind nur bei handgefertigten Inlays möglich.

### Zahntechnisches Vorgehen
Je nach Herstellungsprozess sind unterschiedliche Verfahren zu unterscheiden:

#### Gebranntes Keramikinlay
Es stehen verschiedene Arten von Keramiken für vollkeramische Restaurationen zur Verfügung:
- Silikatglaskeramik
- Aluminiumoxidkeramik
- Zirkonoxidkeramik

Keramikinlays werden entweder durch schichtweises Brennen im Keramikofen oder durch Pressen eines erwärmten Glaskeramikrohlings in eine Hohlform hergestellt.

#### Cerec-Verfahren

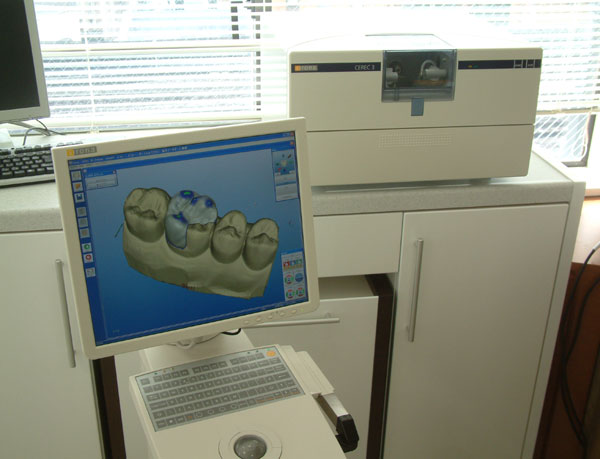
Cerec CADCAM-Apparatur zur computerisierten Herstellung von Keramikinlays und -kronen

CEREC (Chairside Economical Restoration of Esthetic Ceramics or CEramic REConstruction) ist eine CAD/CAM-Methode zur Rekonstruktion von Zahnkauflächen. Mittels einer intraoralen Kamera wird ein optischer Abdruck statt eines konventionellen Abdrucks mit Abdruckmaterial des zu versorgenden Zahnes eingescannt und ein dreidimensionales Modell errechnet. Dieses kann auf dem Monitor dargestellt und bearbeitet werden. Anschließend wird das Inlay von einem Roboter aus einem Keramikblock gefräst. Alternativ kann der optische Abdruck auch durch einen Zahntechniker vom Gipsmodell genommen und von diesem angefertigt werden, denn Cerec-Systeme gibt es nur in wenigen Zahnarztpraxen, da ihre Anschaffung und Wartung kostenintensiv sind.
Eine detaillierte Farbgestaltung, wie sie bei der Herstellung durch einen Zahntechniker erfolgt, ist beim Fräsen aus einem vorgegebenen Keramikblock nicht gegeben. Es wird aus einer Palette von Keramikfarbtönen ausgewählt. Die Passgenauigkeit eines Cerec-Inlays gilt – auch wegen der noch unpräzisen digitalen Abformung – als geringer, als das eines handgefertigten Inlays. Man verlässt sich hier auf den Befestigungskunststoff. Eine Friktion des Werkstücks zum Halt und ein exakter Randschluss wird gar nicht angestrebt (kann auch herstellungsbedingt nicht erreicht werden), da Randspalten durch den Kunststoff aufgefüllt werden.

### Zahnärztliches Einsetzen
Keramikinlays werden meist mit Kompositen in den Zahn eingeklebt. Hierfür wird die Innenfläche des Keramikinlays silanisiert, der Zahnschmelz mit Phosphorsäure geringfügig angeätzt und das Dentin mit einem Dentinadhäsiv versehen. Die lichthärtenden Komposite werden mit Halogenlicht bestrahlt. Die weitere Anpassung entspricht dem Vorgehen beim Einsetzen eines Goldinlays.

### Bewertung
Bei höherem Aufwand und Kosten des Inlays gegenüber einer plastischen Füllung mit Komposit verspricht man sich oft eine höhere Lebensdauer. Dies kann jedoch für den Fall von Keramikinlays nicht in allen Langzeitstudien gezeigt werden.
Keramik ist im Allgemeinen gut verträglich. Eine für den Patienten sehr geringe Allergisierungsgefahr geht von dem Kleber auf Kunststoffbasis aus, mit dem die Keramikinlays befestigt werden.
Wurde das Keramikinlay perfekt farblich angepasst, ist es schwierig es wieder zu entfernen, falls dies notwendig werden sollte. Der Übergang zwischen Zahnsubstanz und Keramikinlay ist dann schwierig zu erkennen. Eine leichte (vom Laien kaum erkennbare) Farbabweichung ist deshalb wünschenswert. Die größere Härte des Keramikinlays kann zu Schäden an der Gegenbezahnung führen.
Eine mancherorts erwähnte Radioaktivität von Keramikinlays ausgehend von dem Element Zirkonium als Bestandteil ist vernachlässigbar gering (ca. 0,01 mSievert ausgehend von 1 Gramm Inlay gegenüber 2 – 3 mSievert durch natürliche radioaktive Hintergrundstrahlung) pro Jahr.

## Galvanoinlay
Das Galvanoinlay wird hergestellt, indem auf dem Modell des zu restaurierenden Zahnes durch einen Galvanisierungsprozess eine Schicht aus reinem Gold aufgetragen wird, die anschließend mit Keramik verblendet wird. Durch den höheren Fertigungsaufwand entstehen höhere Kosten. Der dünne, aber sichtbare Goldrand wird von Patienten als störend empfunden.

## Kunststoffinlay
Kunststoffinlays werden aus Komposit gefertigt und sind ähnlich in Funktion und Ästhetik wie die Keramikinlays. Das Material ist etwas weicher, weshalb durch eine höhere Abrasion eine geringere Lebensdauer des Inlays zu erwarten ist. Kunststoffinlays können an die natürliche Zahnfarbe angepasst werden. Sie werden unter hohem Druck im Labor gepresst. Die Befestigung erfolgt ähnlich wie bei Keramikinlays mit Dentin-/Schmelz-Adhäsivmaterialien.

### Bewertung
Ähnlich wie bei Keramikinlays wird auch die Haltbarkeit von Kompositinlays im Vergleich zu plastischen Kompositfüllungen in manchen Langzeitstudien als nicht haltbarer
oder als nur minimal haltbarer bewertet, was aber als den höheren Preis und Aufwand nicht rechtfertigend angesehen wurde.

## Titaninlay
Titaninlays sind vom Material her gut verträglich, weisen aber eine silbergraue Farbe auf. Die Verarbeitung von Titan setzt eine besondere apparative Ausstattung des zahntechnischen Labors voraus. Die Technik ist noch nicht ausgereift. Zur besseren Optik werden Titaninlays mit Keramik verblendet (überzogen).

## Kosten
Inlays gehören nicht zur vertragszahnärztlichen Versorgung, auf die ein Kassenpatient Anspruch hätte. Jedoch hat er Anspruch auf die Kassenleistung, wenn er sich für eine aufwändigere Versorgung entscheidet. Die Mehrkostenvereinbarung zur Füllungstherapie ist in § 28 Abs. 2 SGB V geregelt. Dort heißt es:

„Wählen Versicherte bei Zahnfüllungen eine darüber hinausgehende Versorgung, haben sie die Mehrkosten selbst zu tragen. In diesen Fällen ist von den Kassen die vergleichbare preisgünstigste plastische Füllung als Sachleistung abzurechnen. In Fällen des Satzes 2 ist vor Beginn der Behandlung eine schriftliche Vereinbarung zwischen dem Zahnarzt und dem Versicherten zu treffen. Die Mehrkostenregelung gilt nicht für Fälle, in denen intakte plastische Füllungen ausgetauscht werden.“

Die Abrechnung von Inlays erfolgt nach der Gebührenordnung für Zahnärzte (GOZ). Bei Kassenpatienten werden die Kosten einer Kassenleistung durch den Zahnarzt von der Rechnung abgezogen und über die Kassenzahnärztliche Vereinigung mit der Krankenkasse abgerechnet. Hat der Versicherte die Kostenerstattung gewählt, dann kann er sich die Kosten der Vertragsleistung von seiner Krankenkasse erstatten lassen. Zahnzusatzversicherungen können je nach Tarif Inlaykosten erstatten.

### Flächenanzahl von Inlays
Man unterscheidet Inlays, ebenso wie andere Zahnfüllungen, nach ihrer Größe. Zähne im Seitenzahnbereich (Prämolaren, Molaren) haben fünf Flächen:
- außen (vestibulär, bzw. labial und bukkal),
- innen (oral oder im Unterkiefer lingual, im Oberkiefer palatinal),
- Kaufläche (okklusal) und
- vorne und hinten (approximal, bzw. mesial und distal).

Zahnhalsfüllungen und -inlays werden im Randbereich des Zahnes zum Zahnfleisch hin angefertigt. Diese nennt man zervikal gelegen.
Die Flächen werden mit den Anfangsbuchstaben der lateinischen Bezeichnungen abgekürzt. Beispielsweise ist ein mod-Inlay ein Inlay, das die Zahnflächen mesial, okklusal, distal umfasst.
Je nachdem, ob eine, zwei oder mehr Flächen des Zahnes mit einem Inlay versorgt werden müssen, unterscheidet man einflächige, zweiflächige und mehrflächige Inlays.

### Berechnung nach GOZ
Die Berechnung erfolgt in Deutschland nach der GOZ. 
| GOZ-Nr. | Einlagefüllung | 1-fach  | 2,3-fach | 3,5-fach |
| ------- | -------------- | ------- | -------- | -------- |
| 2150    | einflächig     | 64,17 € | 147,60 € | 224,60 € |
| 2160    | zweiflächig    | 76,26 € | 175,41 € | 266,91 € |
| 2170    | mehrflächig    | 96,12 € | 221,07 € | 336,42 € |

Die Bemessung des Multiplikators (1-fach bis 3,5-fach) erfolgt nach folgenden Kriterien:

„Innerhalb des Gebührenrahmens sind die Gebühren unter Berücksichtigung der Schwierigkeit und des Zeitaufwandes der einzelnen Leitungen sowie der Umstände bei der Ausführung nach billigem Ermessen zu bestimmen. Die Schwierigkeit der einzelnen Leistung kann auch durch die Schwierigkeit des Krankheitsfalles begründet sein; Bemessungskriterien, die bereits in der Leistungsbeschreibung berücksichtigt worden sind, haben hierbei außer Betracht zu bleiben. Der 2,3fache Gebührensatz bildet die nach Schwierigkeit und Zeitaufwand durchschnittliche Leistung ab; ein Überschreiten dieses Gebührensatzes ist nur zulässig, wenn Besonderheiten der in Satz 1 genannten Bemessungskriterien dies rechtfertigen; Leistungen mit unterdurchschnittlichem Schwierigkeitsgrad oder Zeitaufwand sind mit einem niedrigeren Gebührensatz zu berechnen.“

Durch eine schriftliche Honorarvereinbarung nach § 2 GOZ kann in Deutschland ein höherer Multiplikator als 3,5fach vor Beginn der Behandlung vereinbart werden. Bei Kassenpatienten sind in diesem Fall zwei schriftliche Vereinbarungen zu treffen, zum einen eine Vereinbarung, dass eine Versorgung nach der Mehrkostenregelung (s. o.) erfolgt und zum anderen, dass eine Höchstsatzüberschreitung vereinbart wird.

### Gesamtkosten
Die Gesamtkosten eines Inlays setzen sich aus mehreren Faktoren zusammen:
- dem zahnärztlichen Honorar für das Inlay (siehe Tabelle)
- dem zahnärztlichen Honorar für Begleitleistungen (z. B. Lokalanästhesie, Entfernung tiefer Karies, Besondere Maßnahmen etc.)
- den Materialkosten (z. B. Abdruckmaterial, Keramikrohling)
- den Zahntechnikkosten zuzüglich MwSt.
- den Kosten für die Goldlegierung (nach Tagespreis) zuzüglich MwSt.

Im zahntechnischen Bereich und bei zahnärztlichen Auslagen gilt in Deutschland der reduzierte Mehrwertsteuersatz von 7 %.

## Abgrenzung
Das Inlay wird in der Regel zur Versorgung von Kavitäten im Seitenzahnbereich verwendet und ersetzt Teile der Kaufläche, jedoch nicht die Höcker des Zahnes. Werden auch die kaukrafttragenden Höcker überdeckt, so spricht man von einem Onlay, (Kuppelfüllung). Dabei werden defekte, geschwächte Zahnwände durch zusätzliche Überkuppelung (nur) derjenigen Höcker des Zahnes ersetzt, die die Kaukraft tragen. Es ist eine Art größeres Inlay. Das Overlay überkuppelt sämtliche Höcker des Zahnes und ersetzt die gesamte Kaufläche. Die Teilkrone bezieht zusätzlich die Zahnwände teilweise mit ein. Die Definitionen sind nicht immer eindeutig, da die Größenunterschiede des Inlays über das Onlay, über das Overlay bis hin zur Teilkrone teilweise fließend sind.